# Grallaria excelsa
A Grallaria excelsa a madarak osztályának verébalakúak (Passeriformes) rendjébe és a hangyászpittafélék (Grallariidae) családjába tartozó faj.

## Rendszerezése
A fajt Hans von Berlepsch német ornitológus írta le 1893-ban.

## Alfajai
- Grallaria excelsa excelsa Berlepsch, 1893
- Grallaria excelsa phelpsi Gilliard, 1939[2]

## Előfordulása
Az Andok-hegységben Venezuela területén honos. Természetes élőhelyei a szubtrópusi és trópusi hegyi esőerdők. Állandó, nem vonuló faj.

## Megjelenése
Átlagos testhossza 24 centiméter. Fején szürke koronát visel, háta barna, a torkán fehér folt van.

## Életmódja
A talajon keresi táplálékát.

## Természetvédelmi helyzete
Az elterjedési területe kicsi és csökken, egyedszáma 10 000 példány alatti és gyorsan csökken. A Természetvédelmi Világszövetség Vörös listáján sebezhető fajként szerepel.

## További információ
- Képek az interneten a fajról
- Internet Bird Collection - videók a fajról
- Xeno-canto.org - a faj hangja és elterjedési területe